# De Cock en een veld papavers
De Cock en een veld papavers  is het tweeënzestigste deel van de De Cock-serie.

## Verhaal
Terwijl commissaris Buitendam en de andere rechercheurs van het bureau Warmoesstraat de beëdiging van de nieuwe Amsterdamse hoofdcommissaris bijwonen, zitten De Cock en Vledder in de grote recherchekamer. Buiten gilt een idioot doorlopend: “Laat Jasper vrij”! Wachtcommandant Jan Rozenbrand legt De Cock desgevraagd grinnikend uit dat de gillende man zijn zoon Jasper van de Gouwenaer vrij wil hebben. Maar die zit niet in het cellencomplex van het politiebureau. De Cock besluit toch maar met de gillende man te gaan praten. Binnen legt de man desgevraagd uit dat zijn zoon op zijn werk, het vrachtwagenbedrijf van Louis van Marcinelle, om 3 uur ’s middags door twee rechercheurs wegens fraude is gearresteerd. Dit in opdracht van rechercheur De Cock. Nadat Dick Vledder enige bijzonderheden van Jasper, alias de blonde neger, heeft opgezocht meldt zijn werkgever zich al bij de twee rechercheurs. De Cock ontkent in alle toonaarden dat twee rechercheurs in zijn naam Jasper hebben gearresteerd. De grijze rechercheur besluit bij het huisadres van Jasper aan de Haarlemmer Houttuinen poolshoogte te gaan nemen. In de huiskamer bij een glas verschraald bier vinden ze de blonde neger dood op zijn buik met een groot mes in zijn rug. Dick Vledder vindt de flat eruitzien alsof er huiszoeking is verricht. Een bovenbuurman en getuige, Klaas van der Vaart, heeft het slachtoffer nog in het portiek gehoord met een vrolijke mannenstem.
Teruggekomen aan de Warmoesstraat vindt De Cock dat het zaakje stinkt. Bovendien zit de vader van Jasper alweer boven te wachten. Hij beschuldigt nu De Cock en zijn mannen van de moord op zijn zoon. De volgende ochtend heeft de krant van wakker Nederland een soortgelijke krantenkop op de voorpagina. Commissaris Buitendam is er van slag van. Maar de simpele oplossing van De Cock om met alle dienstdoende rechercheurs naar het transportbedrijf te gaan, om het krantenbericht te ontzenuwen, wordt door zijn chef van de hand gewezen. Dick Vledder heeft geen strafblad van Jasper kunnen vinden en de bovenbuurman was ook al niet negatief over hem. Ook het transportbedrijf staat goed aangeschreven. Jasper zijn oudere broer Johannes, die Joost wordt genoemd, werkt er ook. Even later komt laatstgenoemde al bars de recherchekamer binnen. Hij heeft al een klacht ingediend jegens De Cock bij de officier van justitie. Mede omdat zijn vader dat vroeg. Maar in de loop van het gesprek wordt hij behulpzamer. Jasper was een eerlijke boekhouder maar hij ging niet goed met vrouwen om. Hij viel op getrouwde vrouwen en dat werd steeds bonje. Als laatste was er ene Judith van Zeebrugge, getrouwd met een vies mannetje, Petertje de Knoet. De Cock kent hem ook onder zijn burgerlijke naam Peter Slibbroek. Hij was door het duo Fred Prins en De Cock vastgezet voor moord op Jan van Noordwolde en tot tien jaar veroordeeld, maar in hoger beroep vrijgesproken. En daar loopt Petertje goede sier mee te maken in de penoze. Hij heeft Jasper bedreigd met het lot van de eerder doodgestoken Jan. De Cock legt Vledder uit dat Jan en Petertje toen achter dezelfde bloedmooie vrouw aanzaten. Dick Vledder wil Petertje direct ophalen maar De Cock gruwt van vrijspraak wegens gebrek aan bewijs.
Die middag heeft De Cock een afspraak met de overbelaste Ben Kreuger van de dactyloscopische dienst op de plaats delict. Hij wordt er bijna overlopen door Petertje de Knoet, die hij door twee agenten laat overbrengen naar het bureau Warmoesstraat. Peter is nog steeds opgewonden over Jasper die met zijn Judith scharrelde. Terug op het bureau praat Dick Vledder De Cock bij over de sectie. Dokter Rusteloos had geen bijzonder kennis van de dolk. Maar er was een leuke jonge nieuwe dactyloscopist ter plekke, ene Xavier de la Croix. De Cock verhoort Petertje en krijgt van hem de huissleutel van Jasper zijn flat. Die zat in het tasje van zijn echtgenote Judith. Aan de sleutelring zitten nog 2 sleutels van andere minnaars. Petertje wil zonder alimentatie van Judith af en besloot daarom maar eens te gaan rondsnuffelen op de plaats delict. Hij werkt op hetzelfde bedrijf als Jasper en zijn broer Joost. Peter Slibbroek loopt vervolgens met een vette grijns de recherchekamer uit.
De Cock besluit na een discussie met Vledder over Petertje dat het tijd wordt voor een bezoek aan Smalle Lowietje. De caféhouder legt uit dat Jasper en Joost van de Gouwenaer vroeger de naam van hun moeder Helena Janszen, alias Blonde Neel, droegen. Via escort werk kreeg Blonde Neel twee zonen van verschillende vaders. Later trouwde ze met ene Van de Gouwenaer en die heeft de twee jongens geëcht. Lowietje legt een verbaasde De Cock uit dat de broers Janszen een overvol strafregister hebben. Dat de broers Van de Gouwenaer schoon zijn, is een fout bij de politie. Terug aan het bureau zit een bloedmooie vrouw, Judith van Zeebrugge, op De Cock te wachten. De grijze rechercheur confronteert haar subtiel met missende sleutels in haar handtasje, die hij haar vervolgens weer overhandigt. Het moordwapen, de dolk, herkent ze positief. Joost had een dolkenhandel via een winkeltje in Bulgarije. Uiteindelijk had elk personeelslid van het transportbedrijf zo’n dolk. Als laatste heeft Judith nog een verhaal over een vreemde nachtmerrie van Petertje. De kreet: "Een veld papavers"!
Papavers brengen De Cock niet veel verder dan herinneringen aan zijn oude en nu gepensioneerde toeverlaat, politiedeskundige doctorandus Eskes. Papavers en opium. De Cock besluit de dolk te volgen en broer Joost op te zoeken aan de Bontekoestraat. Hij hanteert ter plekke zonder eerst aan te bellen het apparaat van Handige Henkie. De protesterende Vledder vindt in de huiskamer Joost op identieke wijze als zijn broer vermoord met de dolk nog in zijn rug. Omdat er weer maar één glas bier op tafel staat, vermoedt De Cock dat de moordenaar zijn eigen glas weer heeft meegenomen. De confrontatie met de meute loopt deze tweede keer uit de hand. Politiefotograaf Bram van Wielingen is zo pissig op De Cock dat hij laat doorschemeren dat op het hoofdbureau de zaak van de mysterieuze arrestatie nog het gesprek van de dag is. En dokter den Koninghe krijgt voor het eerst van De Cock te horen dat het slachtoffer dood is in plaats van andersom. Het enige positieve van de meute is de nieuwe hulp van Ben Kreuger. Xavier komt en laat Dick Vledder het geheim van de secretaire zien. Het bevat goed verborgen twee splinternieuwe dolken en papaverzaad. De Cock heeft dan op een zolderkamertje de slapende Judith ontdekt, die daar eventjes logeerde met toestemming van Joost.
De volgende dag vertelt Judith aan de twee rechercheurs dat Joost afgelopen avond bezoek had. En het was niet Petertje, want die stem herkent ze wel. Spontaan meldt zich ene Alex van Wijngaarden. Hij is een jeugdvriend van de broertjes Janszen en schetst hun criminele trekjes. Een zoon van een dodelijk slachtoffer Joseph Achterveld schreef hun dreigbrieven. Vledder licht ook zijn strafblad, een dolk gestoken in een borst bij een café ruzie. De twee rechercheurs gaan thuis met Joseph praten en vinden ook daar twee exemplaren van de inmiddels beruchte Bulgaarse dolk. Terug aan de Warmoesstraat zit vader Van de Gouwenaer reeds te wachten. Hij zegt zijn klacht tegen De Cock te hebben ingetrokken. Als stiefvader neemt hij het nog steeds voor zijn kinderen op, terwijl hun moeder niets meer van ze wil weten. Desgevraagd door haar echtgenoot zei ze de moorden te hebben verwacht. Dick Vledder wil de moeder wel wat gaan vragen, maar De Cock verwacht meer van Peter Slibbroek. Ze rijden naar zijn adres in de Roggeveenstraat. De Cock vindt daar Petertje met een Bulgaarse dolk in zijn rug. In de slaapkamer vinden ze een huilende Judith. Nadat de meute is gewaarschuwd laat dokter den Koninghe haar in het Academisch Medisch Centrum ter observatie opnemen.
Veel theorieën vallen nu weg. De Bulgaarse dolken lijken wel een verbindend element. En wellicht de transporten. De wachtcommandant geeft De Cock een anonieme brief. Daarin staat een locatie vermeld met gps. Xavier de la Croix, net van de politieacademie, biedt de twee rechercheurs lachend uitkomst. Hij doceert over het Amerikaanse leger en 24 satellieten. Verder regelt hij een ruime Mercedes en hij rijdt de twee rechercheurs naar een bos tussen Hilversum en Baarn. Vledder ziet als eerste een veld papavers. Rechercheur De Cock legt Dick Vledder en Xavier een tijdelijke zwijgplicht op. Hij gaat een val opzetten. De valstrikbrief komt van Alex van Wijngaarden, die gedeeltelijk meewerkt aan de val. Niet alleen Fred Prins en Appie Keizer worden opgetrommeld, maar ook de partner van Dick Vledder, Adelheid. Laatstgenoemde arresteert een onbekende man, die haar chantagegeld komt brengen. Dick Vledder ziet tot zijn ontzetting dat het de eigenaar van het vrachtwagenbedrijf zelf is: Louis van Marcinelle.
Bij hem thuis legt De Cock het uit voor de andere rechercheurs. Adelheid ontbreekt wegens werk bij de narcoticabrigade. Louis heeft bekend een mensensmokkelroute te runnen. Hij bouwde kooien in zijn vrachtwagens. Daarbij waren 3 jaar terug 23 mensen gestikt in de vrachtwagen van Joost en Petertje. De slachtoffers liggen nu slordig begraven onder de papavers. De politie van Gooi en Vechtstreek is inmiddels op de hoogte gebracht. Jasper hielp mee met het begraven, maar Petertje gaf zich later over aan chantage van zijn baas Louis. Als de rechercheurs weg zijn geeft De Cock aan zijn vrouw toe dat hij Alex een nieuwe chantagebrief had laten schrijven. Louis kwam Adelheid opzoeken met een koffer met oude kranten in plaats van de gevraagde 700.000 gulden.

## Voetnoten
1. ↑   Lowietje gebruikt : ‘gehecht’.